# 圣亚纳主教座堂 (永隆)
圣亚纳主教座堂（越南语：Nhà thờ chính tòa Thánh Anna，Nhà thờ chính tòa Vĩnh Lon)是天主教永隆教区的主教座堂，位于越南永隆省永隆市第2坊黎太祖街141号。
该堂建于1964年至1967年，由建筑师吳曰樹（Ngô Viết Thụ）设计。但是由于种种原因，许多原始设计细节被改动，因此后来，吳曰樹否认这是他设计的作品。该堂目前是越南的一座大型教堂，其长度为100米，宽度为36米，屋顶高度为27米。

## 历史

### 1862–1938
法国人占领永隆，但并没有保留，而是在签署了一项和平条约后，将其归还，条件是国王不再禁止宗教信仰并停止骚扰邻近的省份。
1867年6月19日，法国人决定占领永隆。伯纳德神父在河岸老教堂的所在地附近，建造一座茅草屋顶的教堂。1869年，又建造了一座瓦顶的新教堂，开设了宽敞的孤儿院。
从1887年到1908年，教友增加到2500名。1889年开工建造教堂，1894年完成，是一幢罗马式建筑，长38m，宽19m，高16.7m，带有2个钟楼。

### 1938年至今
永隆教区成立于1938年。这次，所有传教士都撤回了西贡。吳廷俶主教回到永隆。